# ロン・ハワード

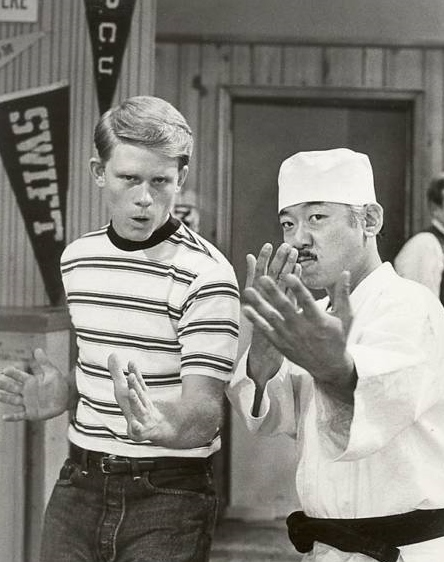
『ハッピーデイズ』（1975年～76年放送分）に出演していたころのハワード。右にいる男性は共演者であるパット・モリタ。

ロン・ハワード（Ron Howard、1954年3月1日 - ）は、アメリカの映画監督、映画プロデューサー、俳優。オクラホマ州出身。
映画監督としては、2001年の『ビューティフル・マインド』にて第74回アカデミー賞監督賞・作品賞を受賞。『ダ・ヴィンチ・コード』は全世界で7億ドルを超えるヒットを記録した。
俳優としては、子役時代に8年間演じたシットコム『メイベリー110番』のオーピー・テイラー役、10代の頃に6年間演じたシットコム『ハッピーデイズ』のリッチー・カニンガム役で知られる。日本では俳優時代、一時期ロニー・ハワードと表記されている時代があった。
プロデューサーとしては、1986年にブライアン・グレイザーと「イマジン・エンターテインメント」を共同で立ち上げ、テレビシリーズ『24 -TWENTY FOUR-』『ライ・トゥ・ミー 嘘は真実を語る』などを世に送り出した。
父親は俳優のランス・ハワード。母ジーン・スピーグル・ハワード、弟クリント・ハワード、妻シェリル・ハワード、娘のブライス・ダラス・ハワード、ペイジ・ハワードも俳優。監督作に家族を出演させる事が多く、ブライスの夫であるセス・ガベルも『ダ・ヴィンチ・コード』やTVシリーズ『ジーニアス：世紀の天才 アインシュタイン』に登場する。

## 若年期
オクラホマ州ダンカンで監督、脚本家、俳優の父ランス・ハワードと女優ジーン・スピーグル・ハワードの息子として生まれる。父の姓はベッケンホルトだったが、1948年より芸名としてハワードを名乗る。ロン出生時、ランスは3年間アメリカ空軍に入隊していた。1958年、一家はハリウッドに転居し、1年後に弟クリント・ハワードが生まれる。後に『メイベリー110番』の撮影現場となるデシル・スタジオの1ブロック南に家を借りる。カリフォルニア州バーバンクに転居するまで3年以上ハリウッドに居住していた。
少年期、デシル・スタジオで家庭教師から学び、ジョン・ブロウ高等学校を卒業。後に南カリフォルニア大学映画芸術学部に入学するが、卒業はしていない。

## キャリア

### 俳優業
両親ともに俳優だったので、子役のころから多くのテレビドラマや映画に出演。
1959年、『旅』で初めてクレジットされる。ジューン・アリソン主演のCBSのアンソロジー・シリーズ『The DuPont Show with June Allyson 』のエピソード『Child Lost 』、『トワイライト・ゾーン』のエピソード「Walking Distance 」、シットコム『わんぱくデニス』第1シーズンにデニスの友人の一人スチュワート役、『ドビーの青春』の第24話に出演。1960年の連続テレビドラマ『シャイアン』第4シーズン第2話『Counterfeit Gun 』にティミー役(クレジット無し)で出演。
1960年、『ダニー・トーマス・ショー』のスピンオフ『メイベリー110番』のオーピー・テイラー役に配役される。当時はロン・ハワードではなくロニー・ハワードとしてクレジットされており、『メイベリー110番（原題:アンディ・グリフィス・ショー）』の主演アンディ・グリフィスの息子役として8シーズンもの間出演していた。グリフィスとは舞台裏でも父と子のように過ごしていた。放送終了後も2人はランチを共にしたり、主に電話で連絡を取り続け、その後2度の再会番組にも共に出演し、2人の関係は2012年のグリフィスの死まで約45年間続いた。「父」の死がテレビのニュースで報じられるとハワードは「ドラマ、コメディ、音楽など多岐に亘る彼の創造に対する愛は周囲を活気付けた。彼が作り上げた『メイベリー110番』での精神は楽しいだけでなくプロフェッショナルでもあった。それはとても素晴らしい環境だった。人々が何かを作り上げる楽しみを知る機会を得ることに影響を与えたと思う。いつもそこに尊敬と情熱を持ち合わせ、誰かにお願いする時も気取らず自然だった。彼はいつも視聴者の皆さんを尊敬し、視聴者の気持ちに立っていた。彼は私に大きな影響を与えた。彼が亡くなったことはとても寂しいが、彼はとても豊かな人生だったと思う。」と声明を出した。
1962年『The Music Man 』、1973年『アメリカン・グラフィティ』、1976年『ラスト・シューティスト』などの映画に出演。

### 監督業
子役の頃から制作に興味を持ち、1972年に南カリフォルニア大学の映画学科へ進学。
在学中の1973年『アメリカン・グラフィティ』やテレビドラマ『ハッピーデイズ』などの主役で人気を得たが、1977年の『バニシングIN TURBO』で監督デビュー。1986年の『ガン・ホー』（日本では劇場未公開、ビデオ化のみ）は、国辱ムービーとしても話題を呼んだ。その他『コクーン』『バックドラフト』『アポロ13』などのヒットにより一流監督となり、2001年『ビューティフル・マインド』でアカデミー賞監督賞を受賞した。
テレビドラマ『24 -TWENTY FOUR-』ではプロデューサーも務めている。
マイケル・キートンが主演の『ガン・ホー』では、冒頭のシーンで日本ロケを敢行している。2009年には、『天使と悪魔』のプロモーションで、主演のトム・ハンクスやプロデューサーのブライアン・グレイザーらと共に来日。帝国ホテルでの記者会見や、東京ドームでの始球式などに参加した。
2017年、撮影終了直前に監督が降板した『スター・ウォーズシリーズ』のハン・ソロのスピンオフ映画『ハン・ソロ/スター・ウォーズ・ストーリー』を引き継ぎ、大部分を撮り直し完成に導いた。

## 主な監督作品
- バニシングIN TURBO Grand Theft Auto（1977年）
- ラブ IN ニューヨーク Night Shift（1982年）
- スプラッシュ Splash（1984年）
- コクーン Cocoon（1985年）
- ガン・ホー Gung Ho（1986年）
- ウィロー Willow（1988年）
- バックマン家の人々 Parenthood（1989年）
- バックドラフト Backdraft（1991年）
- 遥かなる大地へ Far and Away（1992年）
- ザ・ペーパー The Paper（1994年）
- アポロ13 Apollo 13（1995年）
- 身代金 Ransom（1996年）
- エドtv Edtv（1998年）
- グリンチ How the Grinch Stole Christmas（2000年）
- ビューティフル・マインド A Beautiful Mind（2001年）
- ミッシング The Missing（2003年）
- シンデレラマン Cinderella Man（2005年）
- ダ・ヴィンチ・コード The Da Vinci Code（2006年）
- フロスト×ニクソン Frost/Nixon（2008年）
- 天使と悪魔 Angels & Demons（2009年）
- 僕が結婚を決めたワケ The Dilemma（2011年）
- ラッシュ/プライドと友情 Rush（2013年）
- メイド・イン・アメリカ Made in America（2013年）ドキュメンタリー
- 白鯨との闘い In the Heart of the Sea（2015年）
- ザ・ビートルズ〜EIGHT DAYS A WEEK - The Touring Years The Beatles: Eight Days a Week（2016年）ドキュメンタリー
- インフェルノ Inferno（2016年）
- ハン・ソロ/スター・ウォーズ・ストーリー Solo: A Star Wars Story（2018年）
- パヴァロッティ 太陽のテノール PAVAROTTI（2019年）ドキュメンタリー
- ヒルビリー・エレジー 郷愁の哀歌 Hillbilly Elegy（2020年）
- 13人の命 Thirteen Lives（2022年）

## 主な出演作品
- アメリカン・グラフィティ American Graffiti（1973年） - 当時は「ロニー・ハワード」名義
- スパイクス・ギャング The Spikes Gang（1974年）
- ハッピーデイズ Happy Days（1974年） - リッチー・カニンガム役
- ラスト・シューティスト The Shootist（1976年、監督：ドン・シーゲル）
- ザ・シンプソンズ The Simpsons（1998年、1999年）声の出演
- ディス・イズ・アス シーズン2 This Is Us (Season 2)（2017年 - 2018年）カメオ出演